# ミラー郡 (ミズーリ州)
ミラー郡（英: Miller County）は、アメリカ合衆国ミズーリ州の中央部に位置する郡である。2010年国勢調査での人口は24,748人であり、2000年の23,564人から5.0％増加した。郡庁所在地はタスカンビア市（人口203人）であり、同郡で人口最大の都市はエルドン市（人口4,567人）である。ミラー郡は1837年2月6日に組織化され、郡名はミズーリ州知事とアメリカ合衆国上院議員を務めたジョン・ミラーに因んで名付けられた。

## 地理
アメリカ合衆国国勢調査局に拠れば、郡域全面積は599.94平方マイル (1,553.8 km2)であり、このうち陸地592.26平方マイル (1,533.9 km2)、水域は7.69平方マイル (19.9 km2)で水域率は1.28％である。

### 主要高規格道路
- アメリカ国道54号線
- ミズーリ州道17号線
- ミズーリ州道42号線
- ミズーリ州道52号線
- ミズーリ州道87号線

### 隣接する郡
- モニトー郡 - 北
- コール郡、オーセージ郡 - 北東
- マリーズ郡 - 東
- プラスキ郡 - 南
- カムデン郡 - 南西
- モーガン郡 - 西

## 人口動態
以下は2000年の国勢調査による人口統計データである。
| 基礎データ - 人口: 23,564人 - 世帯数: 9,284 世帯 - 家族数: 6,443 家族 - 人口密度: 15人/km2（40人/mi2） - 住居数: 11,263軒 - 住居密度: 7軒/km2（19軒/mi2） 人種別人口構成 - 白人: 97.99% - アフリカン・アメリカン: 0.28% - ネイティブ・アメリカン: 0.46% - アジア人: 0.13% - 太平洋諸島系: 0.02% - その他の人種: 0.29% - 混血: 0.84% - ヒスパニック・ラテン系: 0.98% 年齢別人口構成 - 18歳未満: 26.3% - 18-24歳: 8.4% - 25-44歳: 27.4% - 45-64歳: 22.7% - 65歳以上: 15.3% - 年齢の中央値: 37歳 - 性比（女性100人あたり男性の人口） - 総人口: 97.3 - 18歳以上: 93.7 | 世帯と家族（対世帯数） - 18歳未満の子供がいる: 32.6% - 結婚・同居している夫婦: 56.0% - 未婚・離婚・死別女性が世帯主: 9.2% - 非家族世帯: 30.6% - 単身世帯: 26.1% - 65歳以上の老人1人暮らし: 11.9% - 平均構成人数 - 世帯: 2.50人 - 家族: 3.00人 収入と家計 - 収入の中央値 - 世帯: 30,977米ドル - 家族: 36,770米ドル - 性別 - 男性: 26,225米ドル - 女性: 18,903米ドル - 人口1人あたり収入: 15,144米ドル - 貧困線以下 - 対人口: 14.2% - 対家族数: 10.8% - 18歳未満: 19.3% - 65歳以上: 14.7% |

## 都市と町
| - バグネル - ブラムリー - エルドン | - エッタービル - アイベリア - カイザー | - レイクオザーク - レイクサイド - オーリアン | - オーセージビーチ - セントエリザベス - タスカンビア - 郡庁所在地 | - ウルマン |

## 政治

### 地方
ミラー郡の地方レベルでは共和党が完全に政治を支配しており、郡の選挙で選ばれる役職を独占している。

#### 2008年大統領予備選挙
2008年の大統領予備選挙で、ミラー郡は二大政党の候補者をどちらも州全体と全国で二位に終わった者を選んだ。民主党の予備選挙ではヒラリー・クリントンが1位となり、さらに共和党予備選挙で各候補に投じられた票数よりも多かった。